# (17951) Fenska
(17951) Fenska (1999 JO19) – planetoida z pasa głównego asteroid okrążająca Słońce w ciągu 3,45 lat w średniej odległości 2,28 j.a. Odkryta 10 maja 1999 roku.